# Кендрик, Долорес
Долорес Кендрик (англ. Dolores Kendrick, 7 сентября 1927 или 1928, Вашингтон — 7 ноября 2017, Вашингтон) — американская поэтесса, второй поэт-лауреат округа Колумбия. Её книга «Женщины слив: стихи голосами рабынь» получила премию Анисфилд-Вулф.

## Биография
Долорес Тереза Кендрик родилась 7 сентября 1927 года в Вашингтоне, округ Колумбия. Её родители Жозефина, музыкант и учительница, и Роберт «Айк», основатель и издатель Capitol Spotlight. Она выросла в районе ЛеДройт-Парк недалеко от Университета Говарда. Она училась в средней школе Данбара, где начала писать стихи, а затем поступила в Педагогический колледж Майнерс, чтобы изучать английский язык. Она получила степень магистра лингвистики в Джорджтаунском университете в 1970 году в рамках программы стипендий для опытных учителей. Она разработала учебную программу по гуманитарным наукам для Школы без стен округа Колумбия. В 1963 году она получила обмен по программе Фулбрайта в Белфаст, Северная Ирландия.
Кендрик была почётным профессором Vira I. Heinz в Академии Филлипса в Эксетере.
Она адаптировала «Женщин слив» для театра, постановка получила в 1997 году премию New York New Playwrights Award.
Она адаптировала «Женщин слив» для компакт-диска «Цвет заката» с Уоллом Мэтьюзом и Алетой Грин.
Кендрик умерла в своём доме в Вашингтоне, округ Колумбия, 7 ноября 2017 года в возрасте 90 лет от осложнений рака.

## Работы
- Through the Ceiling, Paul Breman Limited, 1975
- Now Is the Thing to Praise, Lotus Press, 1984, ISBN 978-0-916418-54-0
- The Women of Plums: Poems in the Voices of Slave Women, Phillips Exeter Academy Press, 1990, ISBN 978-0-939618-08-8
- Why the woman is singing on the corner: a verse narrative, Peter E. Randall Publisher, 2001, ISBN 978-1-931807-00-5

## Награды и почести
- 1963: Программа обмена учителями Фулбрайта, Белфаст, Северная Ирландия[13]
- 1965: Премия писателей Deep South за повествовательную поэму «Фредди»[13]
- 1967: Приглашённый мастер, школа Иолани[укр.], Гонолулу, Гавайи
- 1981: Поэт-резиденция в Колледже Святого Креста, Вустер, Массачусетс[13]
- 1988: Стипендия творческого письма, Национальный фонд искусств[14]
- 1990: Премия Анисфилд-Вулф[англ.] за «Женщины слив» [15]
- 1997: Премия New York New Playwrights Award за сценическую постановку «Женщины слив»[10]
- 1999: Названа поэтом-лауреатом округа Колумбия[англ.][16]
- 2005: Введена в Зал славы Вашингтона, округ Колумбия, в категории культурного искусства[17]